# Museum Het Rembrandthuis

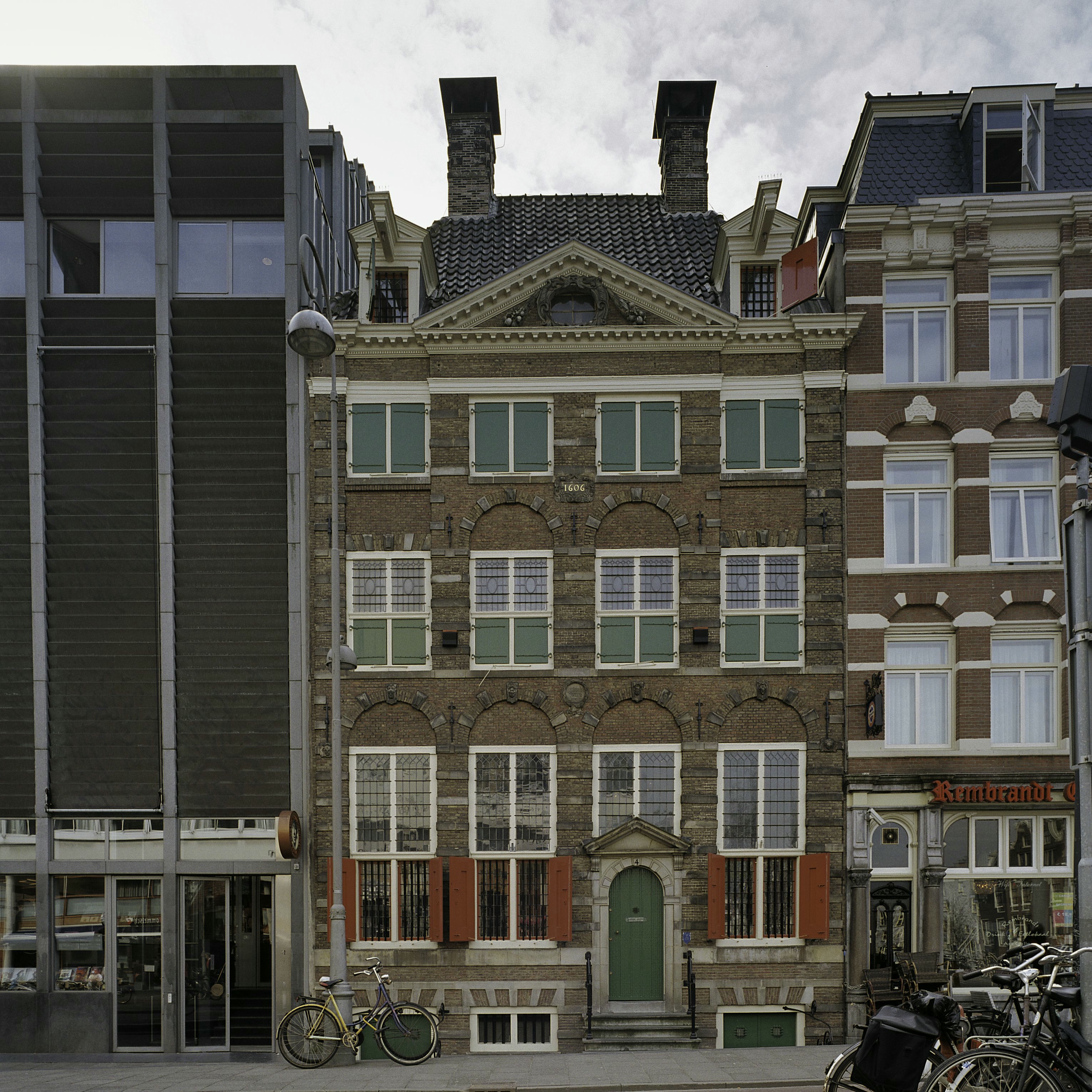
Das Museum Het Rembrandthuis (2005)

Das Museum Het Rembrandthuis ist ein 1911 eröffnetes Kunstmuseum in Amsterdam. Das Museum zeigt Radierungen Rembrandts, Gemälde seiner Zeitgenossen und eine Rekonstruktion der Hauseinrichtung zu Rembrandts Lebzeiten.

## Geschichte

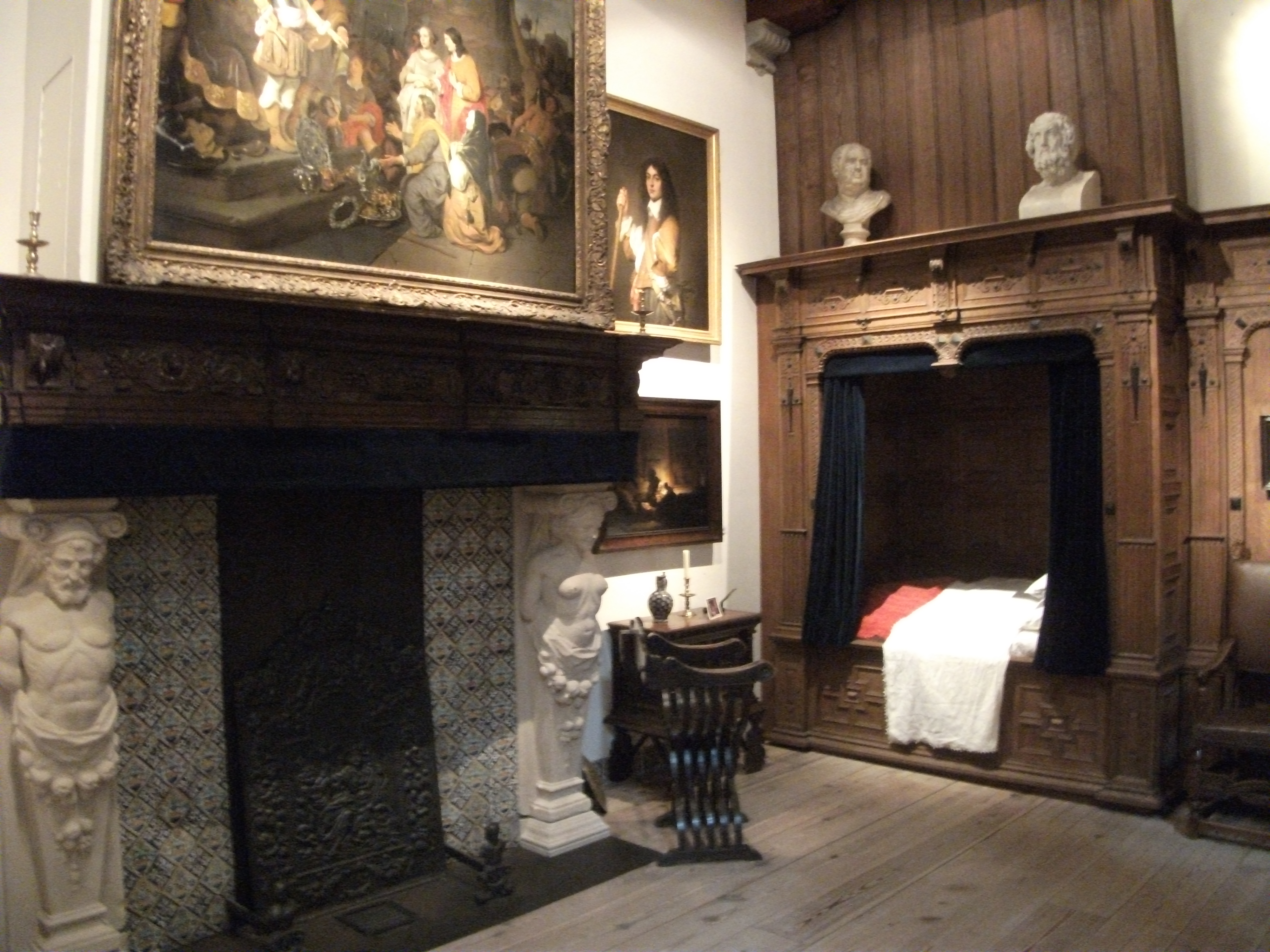
Rembrandts Wohn- und Schlafzimmer (2011)

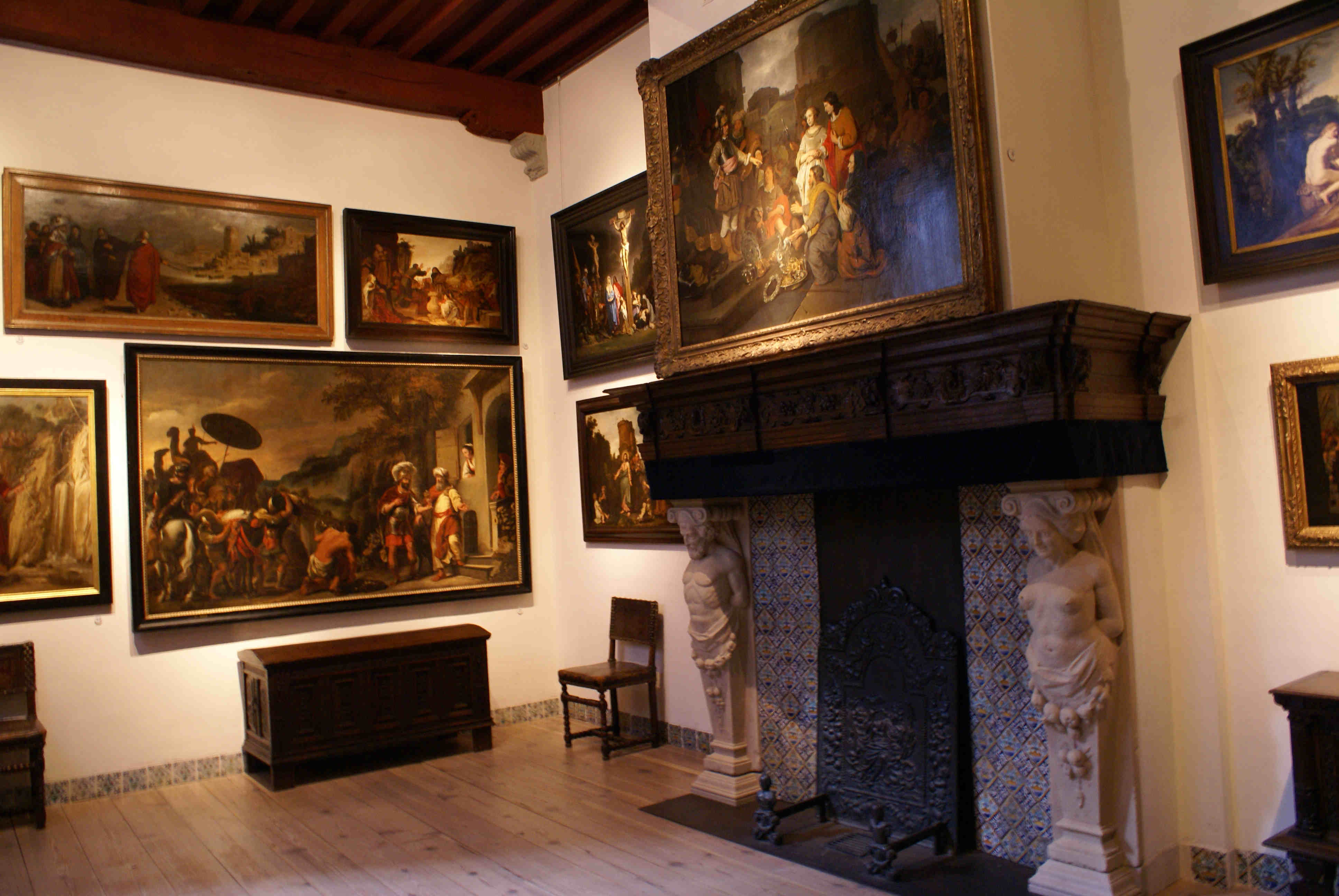
Innenraum des Museum Het Rembrandthuis mit Gemälden von Rembrandts Zeitgenossen (2008)

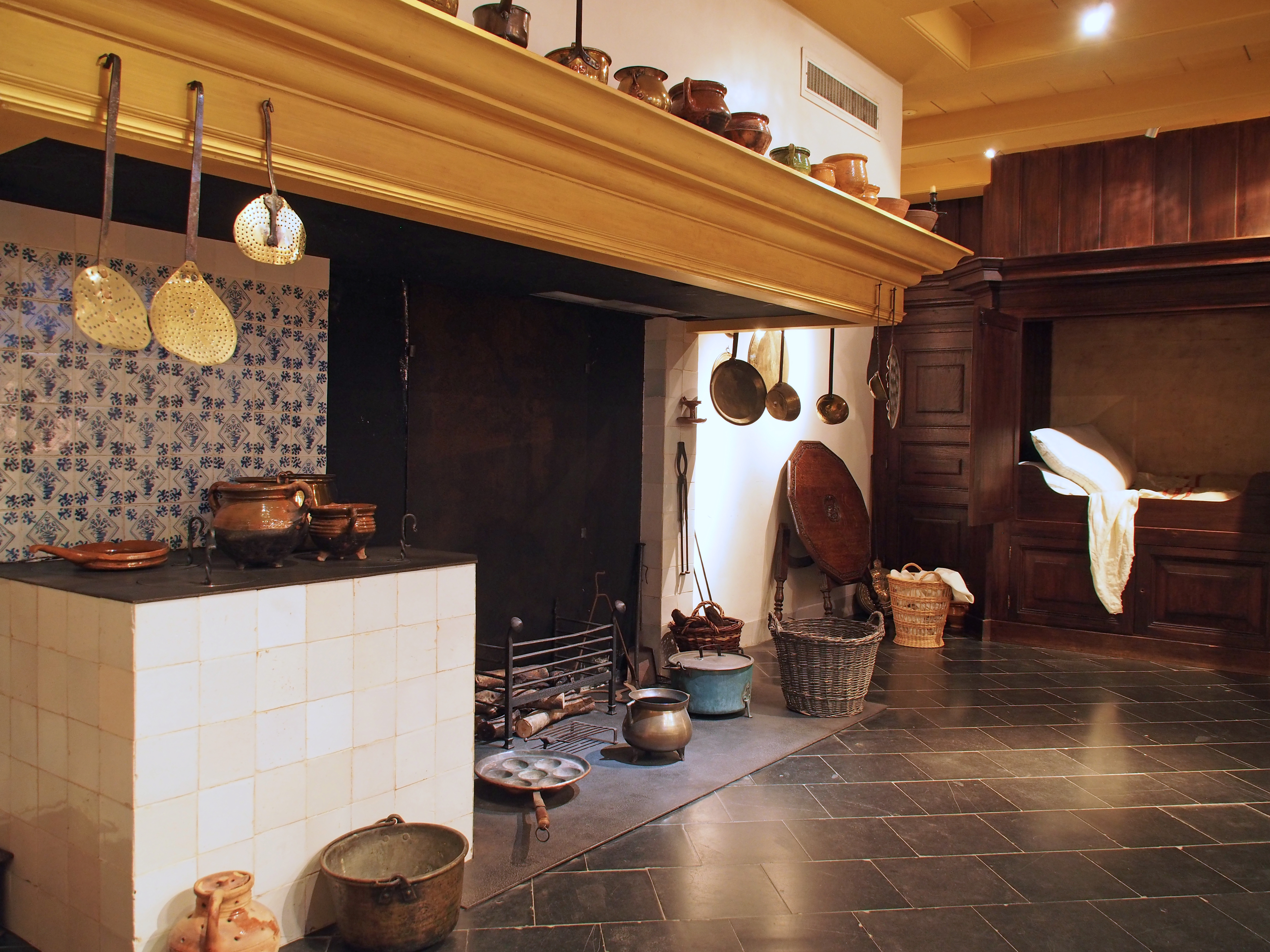
Die Küche mit Schlafkoje der Dienstmagd (2013)

Das Museumsgebäude war das Wohnhaus Rembrandt van Rijns, der es 1639 kaufte und bis zu seinem Bankrott 1658 bewohnte, woraufhin es versteigert wurde. In der Folge wurde es in zwei Teile aufgeteilt und bis zum Beginn des 20. Jahrhunderts von verschiedenen Familien bewohnt. Der Zustand verschlechterte sich stetig, so dass es nur wegen seines berühmten ehemaligen Bewohners nicht abgerissen wurde. Den Anlass für das weitere Vorgehen zur Rettung des Hauses gab das Jubiläumsjahr 1906. Die Stadt Amsterdam kaufte das Haus und übergab es der 1907 gegründeten Stichting Rembrandthuis, die das Ziel hatte, das Haus weitgehend wieder in seinen Zustand Mitte des 17. Jahrhunderts zu versetzen. Die vorgestellte Rekonstruktion wurde jedoch nicht umgesetzt, da sich die Stiftung für einen zeitgenössischen Entwurf entschied. Die bis in das Jahr 1911 andauernde Restaurierung fand unter der Leitung des Architekten Karel P.C. de Bazel statt. Die Eröffnung des Museums, das eine Sammlung von Drucken beherbergte, wurde von Königin Wilhelmina vorgenommen.
Die Sammlung von Radierungen wuchs in den ersten Jahren des Museums infolge von Schenkungen und eigenen Ankäufen an. Der Sammlungsschwerpunkt ging auf einen Vorschlag des dem ersten Museumskuratorium angehörenden Malers Jan Veth zurück. Gönner des Museums waren unter anderem Paul Warburg und Jozef Israëls, auch das Rijksmuseum Amsterdam übergab dem Museum einige Radierungen. Zudem trat es auf verschiedenen Auktionen in Erscheinung, um weitere Werke für die Sammlung zu erstehen. Besonders in der zweiten Hälfte des 20. Jahrhunderts wurde die Ankaufpolitik für das Museum aufgrund der hohen Preise für Werke Rembrandts zunehmend schwierig und die Unterstützung von Gönnern und des Staates noch entscheidender. Neben der Erweiterung der Sammlung wurden in regelmäßigen Abständen temporäre Sonderausstellungen abgehalten.
Bis in die 1990er-Jahre wurden am Gebäude kaum Veränderungen vorgenommen. Das Kuratorium des Museums beschloss aufgrund von Spenden den Bau einer Museumserweiterung. Die Architekten Moshé Zwarts und Rein Jansma entwarfen die Fassade des Neubaus, die Inneneinrichtung nahm Peter Sas vor. Die Erweiterung wurde am 7. Mai 1998 eröffnet. Sie bietet Platz für zwei Ausstellungsgalerien, die Verwaltung und die Bibliothek mit dem „Rembrandt Information Center“. Der Neubau belebte erneut die Idee der historischen Rekonstruktion von Rembrandts Wohnhaus. Nach einer großen Diskussion um dieses Vorhaben wurde eine Expertengruppe unter Leitung von Henk Zantkuijl gebildet. Die Rekonstruktion erfolgte nach historischen Plänen und wurde von den Firmen Kneppers und Midreth durchgeführt. 1999 wurden die Arbeiten abgeschlossen.

## Sammlung
Die Sammlung umfasst mit 260 der 290 Radierungen Rembrandts einen fast kompletten Überblick über Rembrandts Wirken in dieser Kunstgattung. Daneben besitzt es zudem auch einige der Druckplatten.
Zu den Werken im Besitz des Museums gehören zum Beispiel die Radierungen Abrahams Opfer, die 15,6 × 13,1 Zentimeter groß ist und aus dem Jahr 1655 stammt, und Die Ruinen des Alten Rathauses von Amsterdam. Weiterhin sind beispielsweise Die Flucht nach Ägypten, David und Goliath und der vierte Zustand der Radierung Die drei Kreuze. Hinzu kommen weitere wie das Selbstporträt mit buschigem Haar und Die Landschaft mit den drei Bäumen.

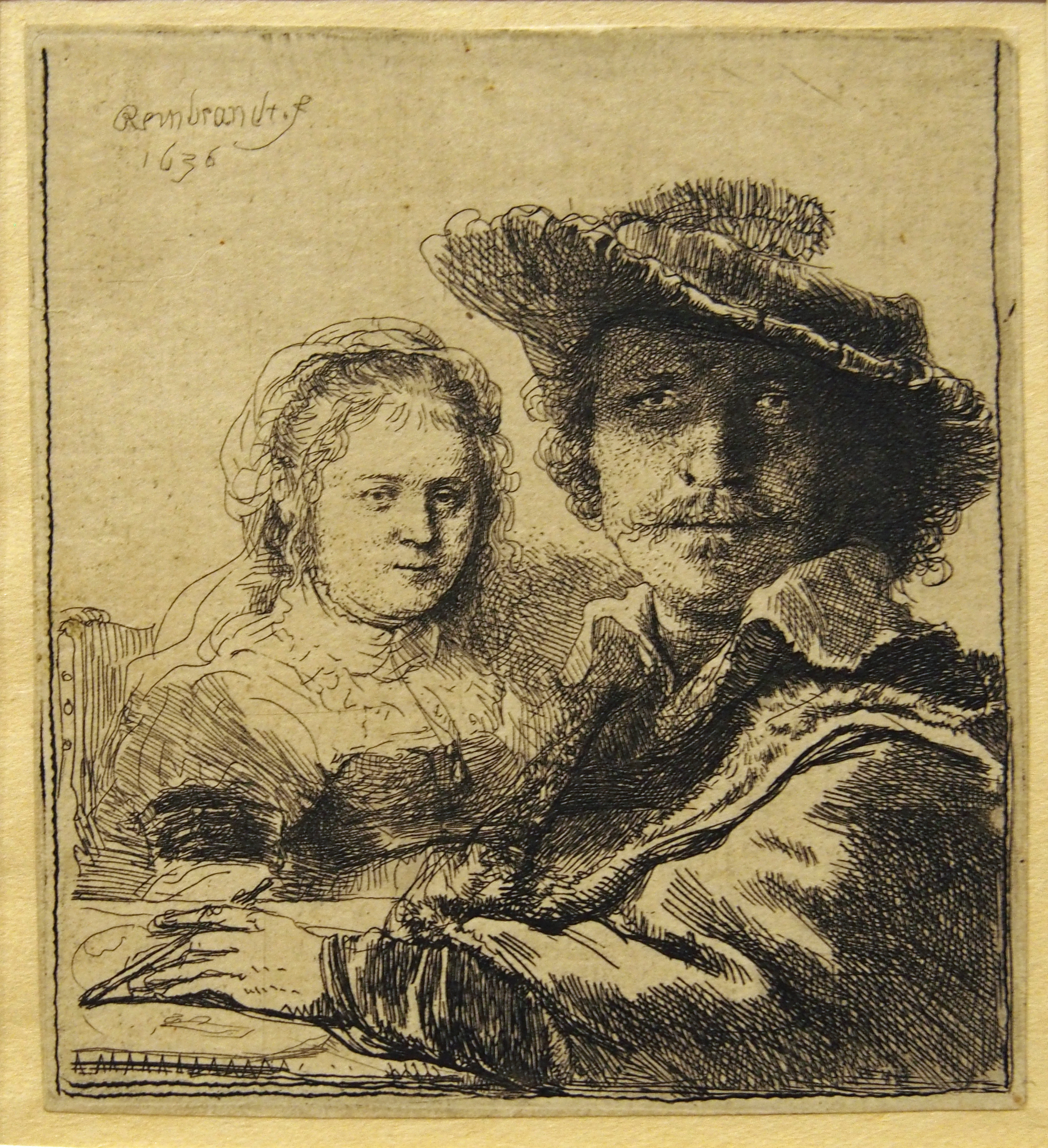
Selbstporträt mit Saskia
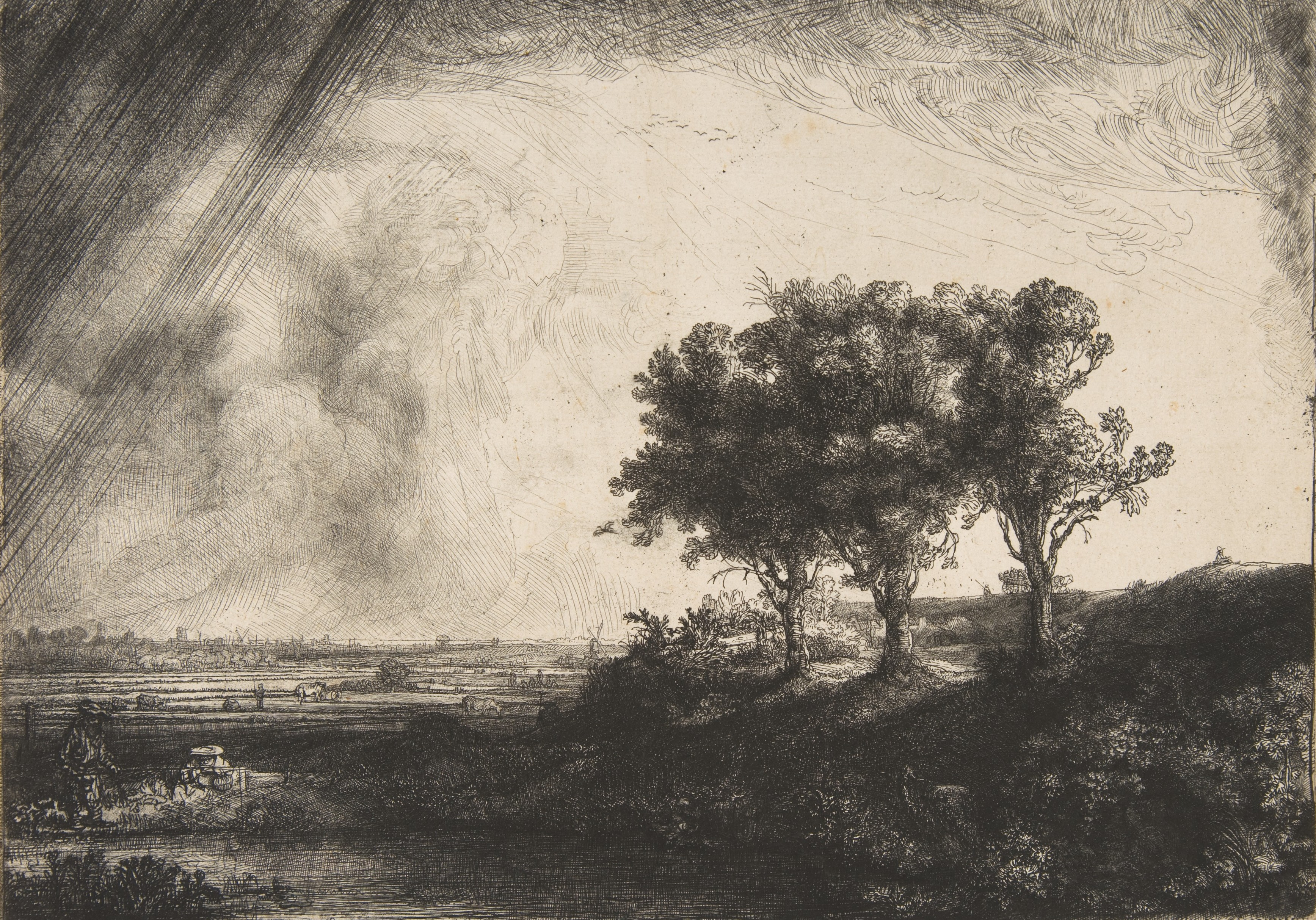
Die Landschaft mit den drei Bäumen
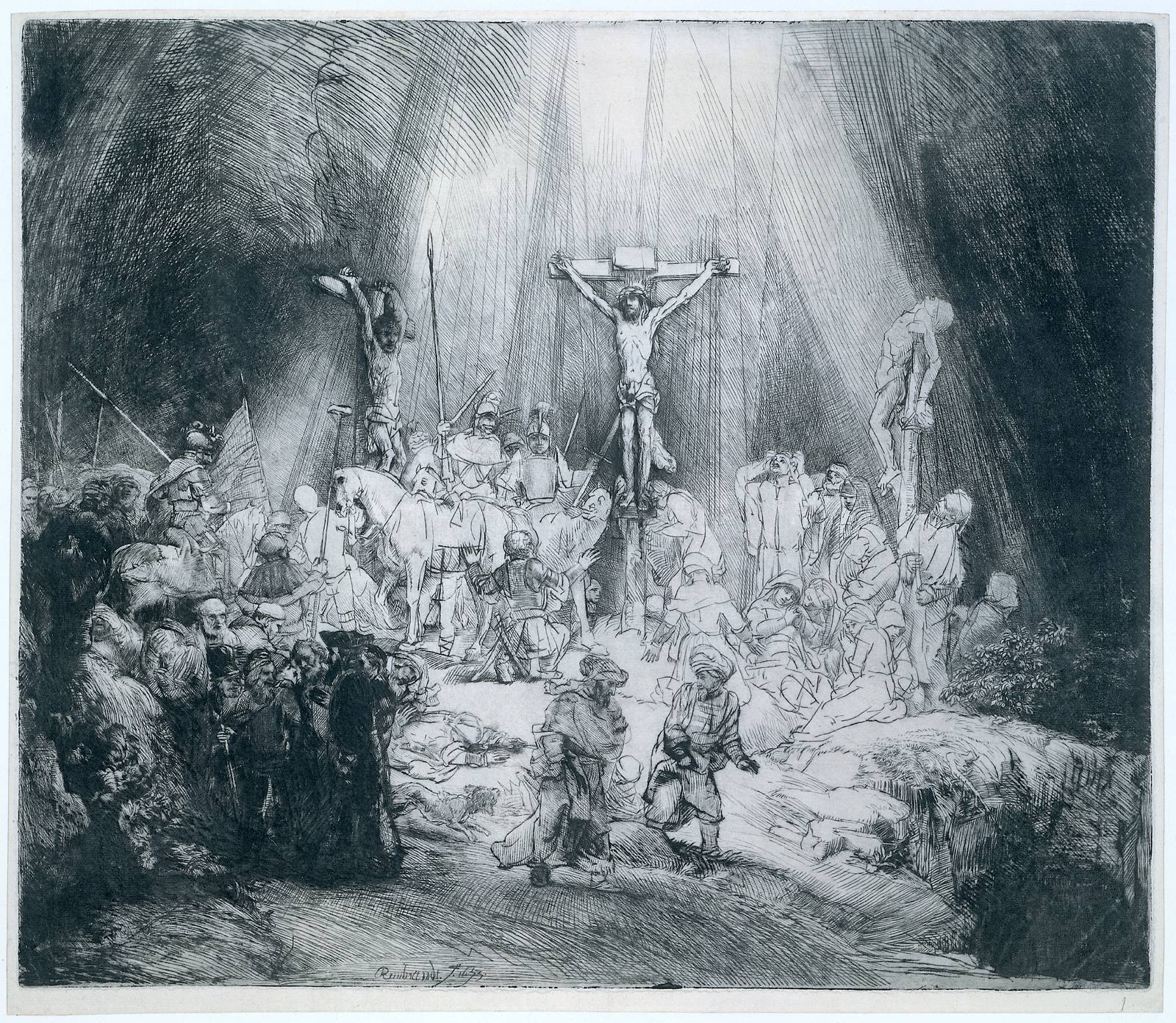
Die drei Kreuze
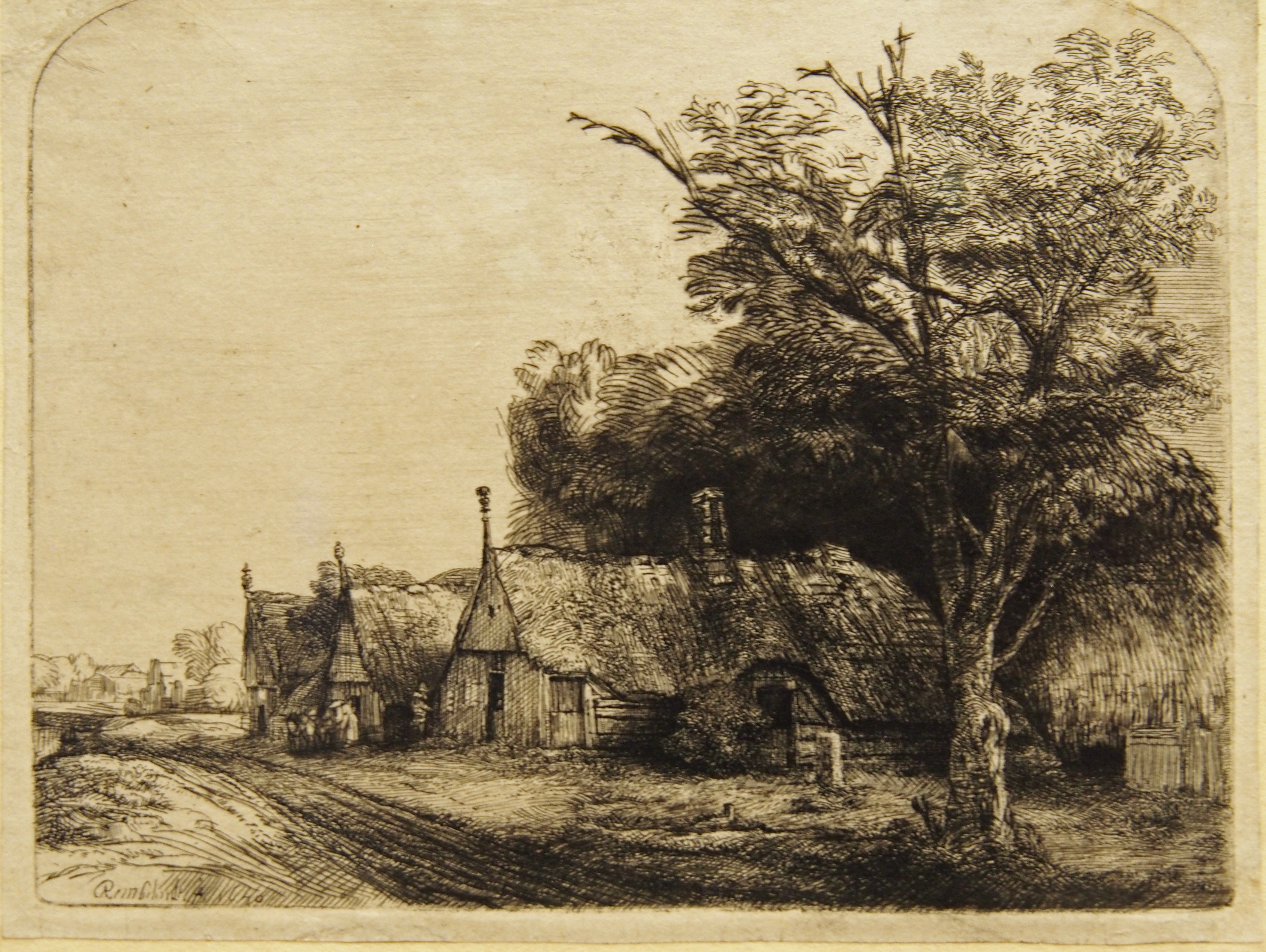
Drei Bauernhäuser an einem Weg

Neben den Radierungen Rembrandts besitzt das Museum eine Sammlung mit Gemälden von Künstlern, die zumeist in Amsterdam arbeiteten, bevor Rembrandt 1631 dort hinzog und die ihm als Vorbilder dienten. So befinden sich einige Gemälde von Rembrandts Lehrer Pieter Lastman in der Sammlung. Darunter das 1616 entstandene Gemälde Die Kreuzigung, das 1612 gemalte Bild Abrahams Opfer und Die Trauer um Abel, das Lastman 1623 anfertigte. Weitere Werke stammen zum Beispiel von Jan Pynas. Zudem sind auch einige Werke von Rembrandtschülern zu sehen wie Christus erscheint Maria Magdalena, das Ferdinand Bol nach einem Gemälde Rembrandts malte.

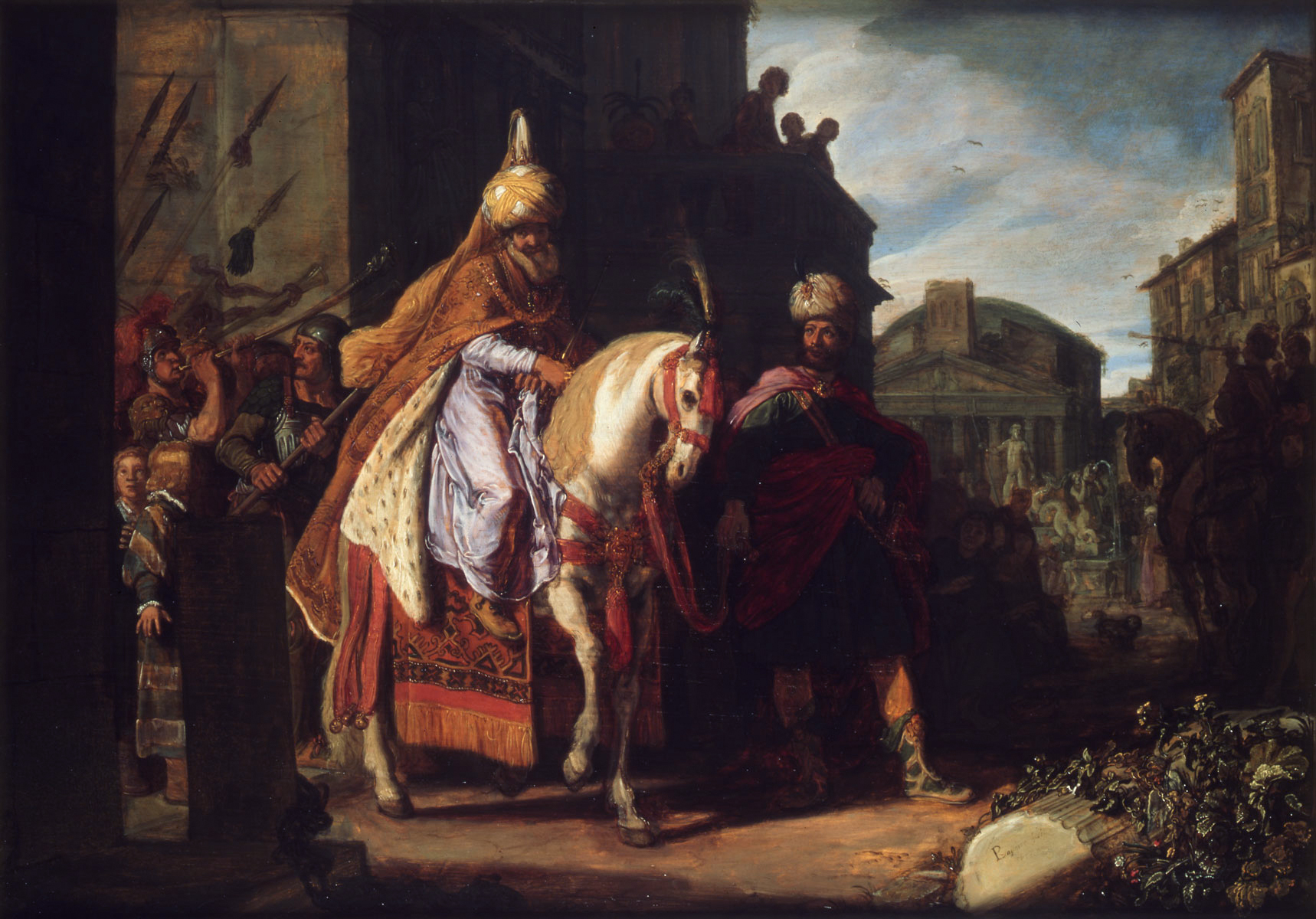
Der Triumph des Mordechai von Pieter Lastman, 1624
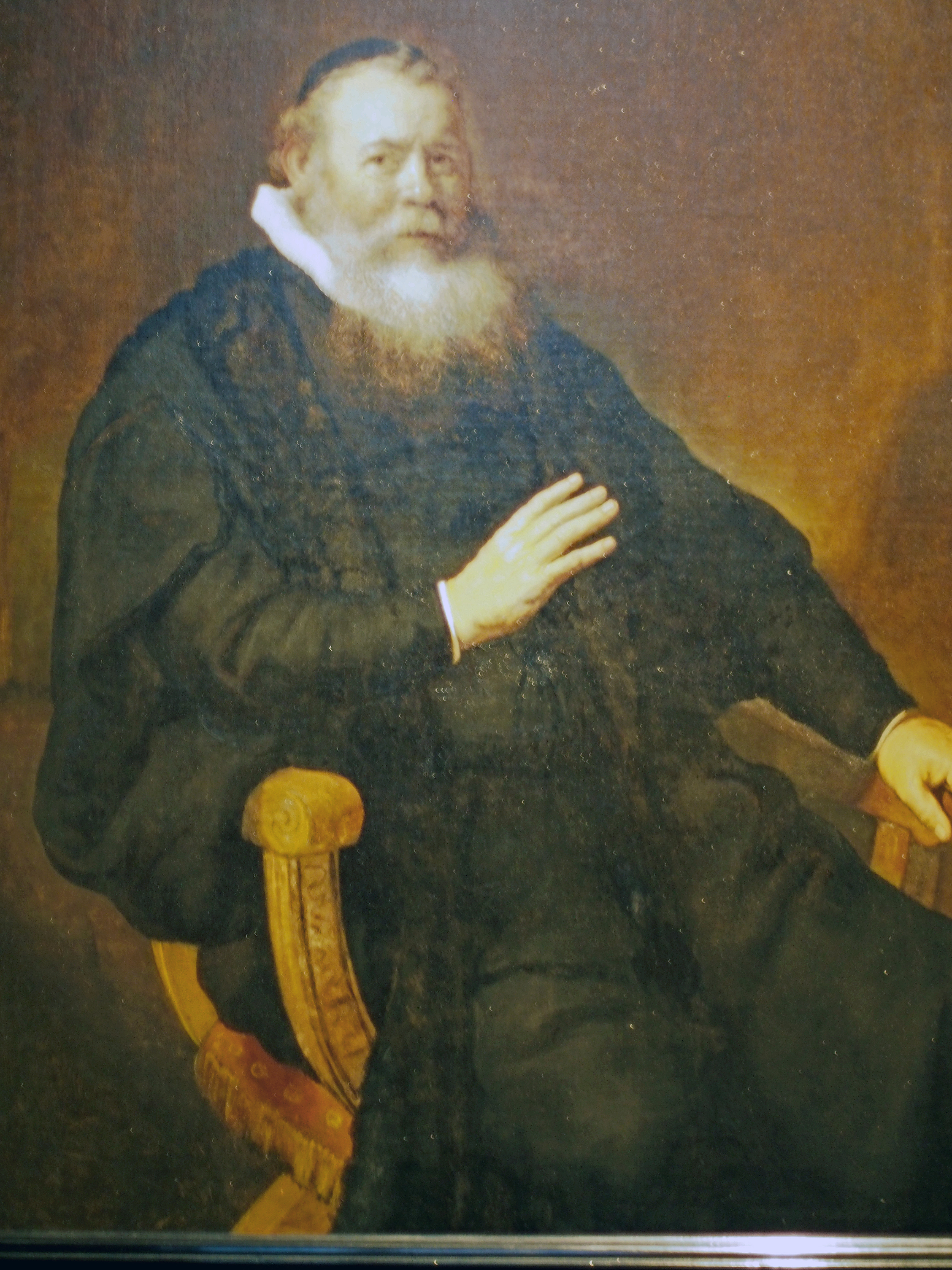
Porträt von Eleazar Swalmius

Das Museum besitzt einen Raum mit der Sammlung Rembrandts. Unter diesen Sammelobjekten befinden sich Münzen, Schmetterlinge, ausgestopfte Krokodile, Geweihe, Muscheln und einiges mehr.